# Distrito de Quedlinburg
El Distrito de Quedlinburg (en alemán Landkreis Quedlinburg) es un Landkreis (distrito) al oeste del estado federal de Sachsen-Anhalt (Alemania). Los territorios vecinos al norte son el distrito de Halberstadt y el Bördekreis, al este el Distrito de Aschersleben-Staßfurt, al sudeste el distrito de Mansfelder Land, al sur el distrito de Sangerhausen y al oeste del estado federal de Thüringen el distrito de Nordhausen así como el distrito de Wernigerode. La capital del distrito reside en la ciudad de Quedlinburg.

## Geografía
El Landkreis Quedlinburg se encuentra al sur de la sierra del Harz. Al noroeste del distrito fluye el Bode.

## Composición del Distrito
(Habitantes a 30 de junio de 2005)

### Ciudades/Municipios
1. Quedlinburg, Ciudad (22 795)

### Agrupaciones Administrativas
Posición de la administración * 
| - 1. Verwaltungsgemeinschaft Ballenstedt/Bode-Selke-Aue 1. Ballenstedt, Ciudad * (7978) 2. Ditfurt (1832) 3. Hausneindorf (831) 4. Hedersleben (1740) 5. Heteborn (396) 6. Radisleben (473) 7. Wedderstedt (470) - 2. Verwaltungsgemeinschaft Gernrode/Harz 1. Bad Suderode (1849) 2. Friedrichsbrunn (1057) 3. Gernrode, Ciudad * (3900) 4. Rieder (1998) 5. Stecklenberg (653) | - 3. Verwaltungsgemeinschaft Thale 1. Neinstedt (1995) 2. Thale, Stadt * (12 903) 3. Westerhausen (2154) 4. Weddersleben (1084) - 4. Verwaltungsgemeinschaft Unterharz 1. Dankerode (866) 2. Güntersberge, Ciudad (939) 3. Harzgerode, Stadt * (4439) 4. Königerode (825) 5. Neudorf (666) 6. Schielo (601) 7. Siptenfelde (626) 8. Straßberg (810) |